# Guerra subterránea en la Franja de Gaza

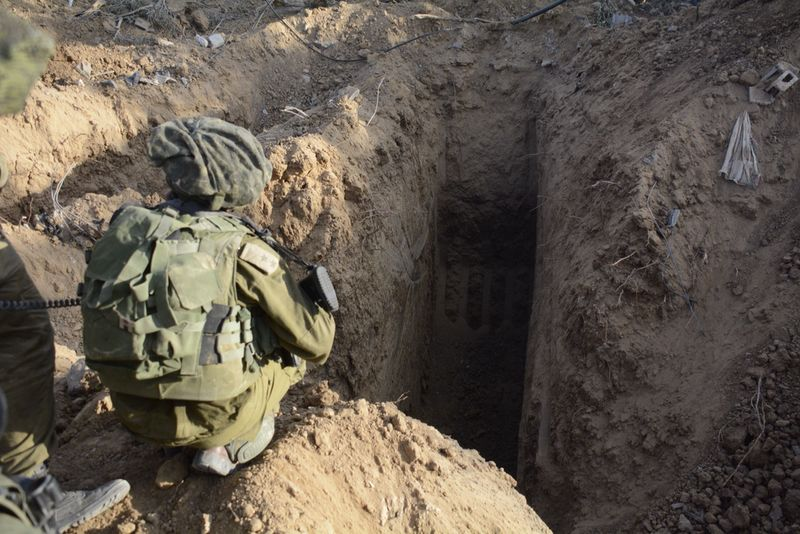
Soldado de las FDI con vistas a un túnel descubierto en la Franja de Gaza durante la operación Margen Protector.

Bajo la Franja de Gaza existe una vasta red de túneles utilizados con fines de contrabando y guerra. Esta distribución subterránea ha permitido a Hamás y otros grupos militantes almacenar armas, reunirse y moverse bajo tierra, comunicarse, entrenar, lanzar ataques ofensivos, transportar rehenes y retirarse sin ser detectados por las autoridades israelíes o egipcias. Coloquialmente ha sido denominado como el metro de Gaza. Según un general de los cuerpos de la Guardia Revolucionaria Islámica (IRGC) en Teherán, hay más de 500 kilómetros de túneles.

## Antecedente histórico
Durante el asedio macedonio de Gaza en 332 a. C., tanto los macedonios como los persas (apoyados por los árabes) participaron en una guerra de túneles. La excavación de túneles fue posible gracias a las características geológicas del suelo de la región.

## Tamaño y dimensiones de la red de túneles
Se desconocen el tamaño total y las dimensiones de la red de túneles en la Franja de Gaza, y todas las partes involucradas mantienen los detalles en secreto.    El ex primer ministro de la Autoridad Nacional Palestina Ismail Haniyeh indicó en 2016 que la red de túneles duplicó el tamaño de la red de túneles de Cuchi construida por el Frente Nacional de Liberación de Vietnam en el contexto de la guerra de Vietnam.  Citando una sesión informativa privada en febrero de 2015, Daniel Rubinstein escribió que Israel descubrió 100 kilómetros de túneles durante la guerra de Gaza de 2014, un tercio de los cuales se encontraba en territorio israelí.  Alex Fishman de Ynet proporcionó la misma cifra en 2017. El periodista de Haaretz, Yaniv Kubovich, informó en junio de 2021 que Hamás construyó “cientos de kilómetros de túneles a lo largo y ancho de la Franja de Gaza” después de que algunos de ellos resultaran dañados durante el conflicto entre la Franja de Gaza e Israel de 2021.
El sistema de túneles pasa por debajo de muchos pueblos y ciudades de Gaza, como Jan Yunis, Jabaliya y el campo de refugiados de Shati. Normalmente, los puntos de acceso a los túneles están ocultos dentro de edificios, como casas privadas o mezquitas, o camuflados por la maleza, lo que impide su detección mediante imágenes aéreas o drones.   Según Eyal Weizman, "la mayoría de los túneles tienen varios puntos de acceso y rutas, que comienzan en varias casas o en gallineros, se unen en una ruta principal y luego se bifurcan en varios pasajes separados que conducen a los edificios del otro lado".  Durante la guerra de Gaza de 2014, las Fuerzas de Defensa de Israel( FDI)encontraron "túneles complejos, con varios pozos de entrada y salida", y "[e]l túnel principal a menudo estaba dividido, y a veces había rutas paralelas".  Los túneles suelen estar de 20 a 30 metros debajo de la superficie.   En promedio, cada túnel tiene aproximadamente 2 metros de alto por 1 metro de ancho y están equipados con iluminación, electricidad y, en ocasiones, vías para el transporte de materiales.  Los túneles suelen estar llenos de trampas explosivas con artefactos explosivos improvisados. 
Un oficial de ingeniería de las FDI encargado de localizar túneles le dijo a Haaretz que tres túneles descubiertos en 2013 abrieron los ojos a los israelíes a las proporciones de la red. El ingeniero describió "túneles anchos, con sistemas de comunicación interna que habían sido excavados profundamente bajo la superficie y los lados estaban reforzados con capas de hormigón" en los que "se podía caminar erguido sin ninguna dificultad". Un portavoz del ejército israelí dijo que el sistema de túneles es "como el metro".
En noviembre de 2022, la Agencia de Naciones Unidas para los Refugiados de Palestina en Oriente Próximo (UNRWA) para los refugiados de Palestina informó que había encontrado un túnel debajo de una escuela primaria operada por la agencia. "La Agencia protestó enérgicamente ante las autoridades competentes en Gaza para expresar su indignación y condena por la presencia de una estructura de este tipo debajo de una de sus instalaciones", que, según lamentó, era "una grave violación de la neutralidad de la Agencia y una violación del derecho internacional" que "expone a los niños y al personal de la Agencia a importantes riesgos de seguridad y protección". La UNRWA dijo en una declaración que la agencia había "acordonado el área y rápidamente tomó las medidas necesarias para hacer que la escuela fuera segura, incluido el sellado permanente de la cavidad".
El 24 de octubre de 2023, Hamás liberó a Yocheved Lifshitz, de 85 años, que había sido tomado como rehén en el ataque de Hamás contra Israel el 7 de octubre de 2023. Lifshitz dijo haber caminado durante dos o tres horas a través de túneles húmedos hasta que ella y otros rehenes llegaron a un gran salón. Lifshitz dijo a los periodistas que Hamás tiene una "enorme red" de túneles que parecen una "telaraña". Según Lifshitz, Hamás había preparado salas limpias con colchones en el suelo y los rehenes recibían visitas periódicas de médicos en sus posiciones subterráneas.

### Túneles más grandes
Las FDI descubrieron el túnel más grande hasta ahora conocido el 17 de diciembre de 2023. El túnel cuenta con varios ramales y cruces, además de líneas de fontanería, electricidad y comunicaciones. El más grande de los ramales descubiertos tenía una longitud de aproximadamente cuatro kilómetros y desciende hasta una profundidad de 50 metros bajo tierra en algunas zonas. El túnel era lo suficientemente ancho como para que los vehículos circularan por su interior. Las FDI también descubrieron imágenes de la construcción del túnel que se publicaron en Internet y que mostraban a Hamás utilizando máquinas perforadoras de túneles. El túnel fue descubierto a un cuarto de milla de un cruce fronterizo y Israel lo describió como diseñado para "mover activos masivos". En un vídeo mostrado a los periodistas, se ve al hermano de Yahya Sinwar, Mohammad Sinwar, conduciendo un coche a través de lo que Israel describió como el túnel.

## Orígenes y construcción

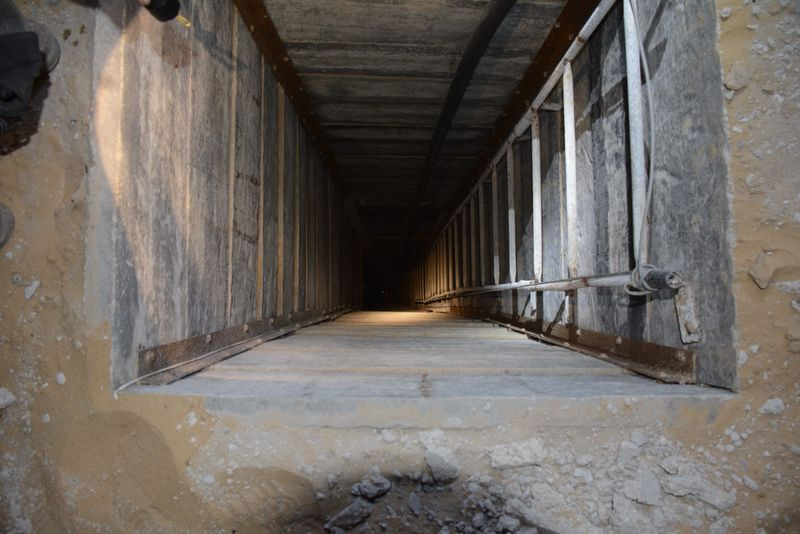
Fotografía del pozo de un túnel en Gaza descubierta en 2014

La red de túneles utilizada con fines bélicos tiene su origen en los túneles de contrabando que conectan la Franja de Gaza con Egipto.   Los túneles han conectado los lados egipcio y gazatí de Rafah desde principios de la década de 1980, cuando la ruta Philadelphi dividió artificialmente la ciudad.   Estos túneles crecieron en tamaño, sofisticación e importancia como resultado del bloqueo económico egipcio e israelí en 2007. 
Según se informa, la implementación de la red de túneles fue coordinada bajo la dirección de Mohammed Deif, líder de las Brigadas Al-Qassam; y antes de eso, Ahmed Jabari, exjefe de operaciones de las Brigadas antes de ser muerto por las FDI. 
Los túneles hacia Israel se construyeron utilizando la experiencia de las familias Rafah, que se han especializado en cavar túneles hacia Egipto para el comercio y el contrabando. Según Eado Hecht, un analista de defensa israelí especializado en guerra subterránea, "estos complejos subterráneos son bastante similares en concepto a los túneles del Viet Cong excavados bajo las selvas de Vietnam del Sur, aunque la calidad del acabado es mejor, con muros y techos de hormigón, electricidad y otras comodidades necesarias para una estancia prolongada".
El ejército israelí proporcionó estimaciones en 2014 de que Hamás gastó entre 30 y 90 millones de dólares y vertió 600.000 toneladas de hormigón para construir tres docenas de túneles. Se estimó que la construcción de algunos túneles costó 3 millones de dólares.
La red Mako publicó una descripción de las condiciones de trabajo en los túneles, citando a un informante israelí anónimo que dijo que trabajó en ellos, incluyendo los siguientes detalles: Los trabajadores dedicaban entre 8 y 12 horas al día a la construcción en condiciones precarias y recibían un salario mensual de 150–300 dólares. Hamás utilizó martillos neumáticos o eléctricos para cavar túneles. Se cavaron túneles de 18 a 25 metros bajo tierra a un ritmo de 4 a 5 metros por día. Los túneles generalmente se excavaban en suelo arenoso, lo que requería que el techo estuviera sostenido por un nivel de arcilla más duradero. Los túneles también fueron reforzados con paneles de hormigón fabricados en talleres adyacentes a cada túnel. En 2014, según Yiftah S. Shapir y Gal Perel, el coste de excavar un túnel rondaba los 100.000 dólares y su construcción tarda unos tres meses. 
Según un informe del sitio web de noticias Al-Monitor, las personas que cavan los túneles pasan largos períodos bajo tierra y utilizan un dispositivo con una cadena accionada por pedales, similar a una bicicleta, para cavar en la tierra mientras están acostados boca arriba y pedaleando con los pies.
La construcción y utilización de los túneles conlleva peligro de muerte debido a la detonación accidental de explosivos y al derrumbe de los túneles. Hamás informó que 22 miembros de su brazo armado murieron en accidentes de túneles en 2017, otro militante fue muerto el 22 de abril de 2018.

## Objetivos estratégicos y empleo
Según Eado Eado Hecht, analista de defensa israelí especializado en guerra subterránea, "existían tres tipos diferentes de túneles debajo de Gaza: túneles de contrabando entre Gaza y Egipto; túneles defensivos dentro de Gaza, utilizados para centros de mando y almacenamiento de armas; y, conectados a la túneles defensivos: túneles ofensivos utilizados para ataques transfronterizos contra Israel", incluida la captura de soldados israelíes.
El Jerusalem Center for Public Affairs (Centro de Asuntos Públicos de Jerusalén), un grupo de expertos en seguridad israelí, describe la guerra de túneles como un cambio en el equilibrio de poder: "La guerra de túneles proporcionó a los ejércitos que se enfrentaban a un adversario tecnológicamente superior un medio eficaz para contrarrestar su superioridad aérea". Según el centro, los túneles ocultan lanzadores de misiles, facilitan ataques contra objetivos estratégicos como el aeropuerto Ben-Gurion y permiten el acceso transfronterizo al territorio israelí.
Un editorial en The Washington Post describió los túneles como "el uso de toneladas de concreto que se necesitan desesperadamente para viviendas civiles" y también como un peligro para los civiles porque fueron construidos debajo de viviendas civiles en el "distrito densamente poblado de Shijaiyah" y debajo del Hospital al-Wafa.
Trabajar en el sistema de túneles proporciona una salida para que los militantes de Hamás participen productivamente en tiempos de relativa paz.

### Usos defensivos
Un informe de Al-Monitor describió túneles dentro de Gaza y fuera de la frontera que tienen dos propósitos: almacenar armas, incluidos cohetes y lanzadores, y brindar seguridad y movilidad a los militantes de Hamás. El informe indicaba que esta última función se produce en una serie de "túneles de seguridad": "Cada líder de Hamás, desde sus burócratas de menor rango hasta sus líderes más altos, está íntimamente familiarizado con la ruta hacia el túnel de seguridad que se le ha asignado a él y a sus familia". Veintitrés militantes de las Brigadas Qassam, el ala militar de Hamás, sobrevivieron al bombardeo israelí el 17 de julio de 2014 y permanecieron vivos, pero atrapados en un túnel, hasta el alto el fuego de principios de agosto. En octubre de 2013, Ihab al-Ghussein, portavoz del Ministerio del Interior de la Autoridad Nacional Palestina, describió los túneles como un ejercicio del "derecho de Gaza a protegerse". En octubre de 2014, el líder de Hamás, Khalid Mishal, negó que los túneles fueran a ser utilizados alguna vez para atacar a civiles: «¿Se ha utilizado alguno de los túneles para matar a algún civil o a cualquiera de los residentes de dichas ciudades? No. ¡Nunca!.... [Hamás] los utilizó para atacar más allá de las líneas de retaguardia del ejército israelí o para atacar algunos sitios militares... Esto demuestra que Hamás sólo se está defendiendo".
En 2014, el líder de Hamás, Khalid Meshal, dijo en una entrevista con Vanity Fair que el sistema de túneles es una estructura defensiva, diseñada para colocar obstáculos contra el poderoso arsenal militar de Israel y realizar contraataques detrás de las líneas de las FDI. Dijo que se utilizan para la infiltración en Israel, pero afirmó que las operaciones ofensivas nunca habían causado la muerte de civiles en Israel y negó las acusaciones de ataques masivos planeados contra civiles israelíes.
En 1989, Mahmoud al-Mabhouh, oficial de logística y contrabandista de armas de Hamás, escapó de las fuerzas de las FDI a través de un túnel de contrabando hacia Egipto. 
Durante la Operación Pilar Defensivo en 2012, los militantes palestinos utilizaron con frecuencia túneles y búnkeres para protegerse de los ataques aéreos israelíes. 

### Usos ofensivos
El personal militar palestino en Gaza explicó a al-Monitor que el propósito de un túnel transfronterizo era realizar operaciones detrás de las líneas enemigas en caso de una operación israelí contra Gaza. El líder de Hamás, Yahya Sinwar, comentando la importancia estratégica de los túneles, afirmó: "Hoy somos nosotros quienes los invadimos; ellos no nos invaden a nosotros".  Los túneles han sido descritos por el ex primer ministro de Hamás, Ismail Haniya, como representativos de "una nueva estrategia para enfrentar la ocupación y el conflicto con el enemigo desde el subsuelo y desde la superficie". Un documento de la milicia palestina obtenido por al-Monitor y también publicado en The Washington Post describió los objetivos de los túneles bajo la frontera:
La guerra de los túneles es una de las tácticas militares más importantes y peligrosas para el ejército israelí porque presenta una dimensión cualitativa y estratégica, por sus efectos humanos y morales, y por su grave amenaza y desafío sin precedentes para la maquinaria militar israelí, que está fuertemente armada y sigue doctrinas de seguridad que incluyen medidas de protección y prevención.... [La táctica es] sorprender al enemigo y asestarle un golpe mortal que no le permita ninguna posibilidad de supervivencia o escape, o de enfrentarse y defenderse.
Los portavoces israelíes han sostenido que el objetivo de los túneles es dañar a los civiles israelíes. Según el primer ministro Benjamín Netanyahu, el "único objetivo" de los túneles transfronterizos de Gaza a Israel es "la destrucción de nuestros ciudadanos y el asesinato de nuestros niños". El gobierno israelí ha llamado a los túneles "túneles terroristas", afirmando que tienen el potencial de atacar a civiles y soldados en Israel. Netanyahu dijo también que el objetivo era secuestrar y matar a civiles. Un portavoz de las FDI dijo que el objetivo es "secuestrar o matar a civiles, pero también se conformará con un soldado". El periódico israelí Ma'ariv informó que, según fuentes de seguridad israelíes anónimas, los túneles iban a ser utilizados en un ataque terrorista con víctimas masivas planeado para tener lugar en el día sagrado judío de Rosh Hashaná, el 24 de septiembre de 2014. Las fuentes describieron el plan al periodista Ariel Kahane y, según se informa, Netanyahu lo reveló al gabinete de seguridad israelí. El presunto complot implicaba un asalto planificado en el que doscientos combatientes de Hamás fuertemente armados habrían salido por la noche de más de una docena de túneles para infiltrarse en territorio israelí, matando y/o secuestrando a ciudadanos israelíes.

#### Cronología
En septiembre de 2001, un túnel de Gaza fue utilizado para llevar a cabo un ataque por primera vez, en el contexto de la Segunda Intifada, cuando "los palestinos detonaron una bomba de 200 kilogramos dentro de un túnel debajo del puesto fronterizo de Termit de las FDI, en el corredor Philadelphi, lo que provocó la destrucción casi completa del puesto avanzado situado en Rafah. 
En junio de 2004, Hamás utilizó bombas de túnel para atacar un puesto avanzado de las FDI en Gaza, matando a un soldado e hiriendo a cinco. 
En diciembre de 2004, poco después de la muerte de Yasser Arafat y supuestamente en represalia por la misma, Hamás y Fatah abrieron un túnel bajo un puesto de control fronterizo en Rafah y detonaron una bomba, matando a cinco israelíes e hiriendo a seis. 
En junio de 2006, Hamás utilizó un túnel que salía cerca de Kerem Shalom para llevar a cabo una incursión transfronteriza que resultó en la muerte de dos soldados de las FDI y el secuestro de un tercero, Gilad Shalit. 
En noviembre de 2012, un soldado israelí que realizaba trabajos de mantenimiento en la valla fronteriza resultó herido cuando el ala militar de Hamás, las brigadas Izz al-Din Qassam, detonó un túnel con trampas explosivas, y un niño palestino de 13 años fue muerto por ametralladoras israelíes tras la explosión. 
Los túneles se utilizaron en numerosas ocasiones durante el conflicto de 2014. En al menos cuatro ocasiones, militantes palestinos que cruzaban la frontera a través de los túneles se enfrentaron a soldados israelíes. Los funcionarios israelíes informaron de cuatro "incidentes en los que miembros de grupos armados palestinos emergieron de salidas de túneles situadas entre 1,1 y 4,7 kilómetros de las viviendas civiles". El gobierno israelí se refiere a los túneles transfronterizos como "túneles de ataque" o "túneles de terror". Según Israel, los túneles permitían el lanzamiento de cohetes por control remoto, y estaban destinados a facilitar la toma de rehenes y ataques con múltiples víctimas.
El 17 de julio de 2014, militantes de Hamás que portaban granadas propulsadas por cohete y rifles de asalto cruzaron la frontera israelí a través de un túnel a aproximadamente una milla de distancia de la aldea agrícola de Sufa, pero fueron detenidos por las Fuerzas de Defensa de Israel.   El ejército israelí informó que trece hombres armados habían salido del túnel y compartió imágenes de video de ellos siendo alcanzados por la explosión de un ataque aéreo. Las autoridades israelíes afirmaron que el propósito había sido atacar a civiles.
El 21 de julio de 2014, dos escuadrones de militantes palestinos armados cruzaron la frontera israelí a través de un túnel cerca del kibutz Nir Am. El primer escuadrón de diez personas murió en un ataque aéreo israelí. Un segundo escuadrón mató a cuatro soldados israelíes utilizando un arma antitanque. El Jerusalem Post informó que los atacantes intentaron infiltrarse en el Kibutz Nir Am, pero una alta fuente de inteligencia dijo al Times of Israel que "los pistoleros de Hamás no estaban en movimiento ni en camino a un kibutz, sino que se habían camuflado en el campo, poniendo una emboscada a una patrulla del ejército".
El 28 de julio de 2014, militantes de Hamás y la Jihad Islámica atacaron un puesto militar israelí cerca de Nahal Oz utilizando un túnel, matando a cinco soldados israelíes. Un atacante también murió. 
Una fuente de inteligencia de alto nivel anónima dijo a The Times of Israel el 28 de julio de 2014 que de los nueve túneles transfronterizos detectados, ninguno llegaba a una comunidad civil, y que en las cinco infiltraciones hasta ese momento Hamás había apuntado a soldados en lugar de civiles. El 31 de julio de 2014, la Radio del Ejército de las FDI citó a un alto oficial militar anónimo diciendo que "todos los túneles estaban dirigidos a objetivos militares y no a las comunidades cercanas a Gaza". Una Comisión de Investigación del CDHNU sobre el Conflicto de Gaza publicó un informe en 2015 concluyendo que durante el conflicto de 2014, "los túneles sólo se utilizaron para realizar ataques dirigidos a posiciones de las FDI en Israel en las proximidades de la Línea Verde, que son objetivos militares legítimos". Una fuente de inteligencia israelí que habló con el Times of Israel indicó que ninguno de los nueve túneles transfronterizos estaba dirigido a comunidades civiles fronterizas. Todos los intentos de infiltración se centraron en atacar objetivos militares. El objetivo principal de los ataques parece haber sido capturar a un prisionero de las FDI. Los funcionarios israelíes condenaron el informe del CDHNU.
El 7 de octubre de 2023, Hamás lanzó un ataque contra Israel y tomó como rehenes a unas 200 personas. El 24 de octubre de 2023, una rehén fue liberada y dijo a los periodistas que fue transportada y mantenida en la red de túneles con un grupo de 25 rehenes.

#### Impacto psicológico
Eitan Shamir y Hecht escribieron que, durante la Guerra de Gaza de 2014, uno de los objetivos de realizar incursiones transfronterizas en asentamientos israelíes utilizando túneles era infligir un shock psicológico a las poblaciones israelíes.  Una Comisión de Investigación de la ONU encontró que "estos túneles y su uso por grupos armados palestinos durante las hostilidades [de la Guerra de Gaza de 2014 ] causaron gran ansiedad entre los israelíes de que los túneles pudieran usarse para atacar a civiles". Según Slesinger, los túneles perturban la noción israelí de soberanía territorial y disminuyen la confianza de los políticos israelíes en su capacidad para gestionar los riesgos externos a través de mecanismos ordinarios de control fronterizo como patrullas, vallas, muros y puestos de control, que en a su vez compromete la "fe de la ciudadanía israelí en la capacidad del Estado para brindar seguridad .

#### Secuestro
Israel describe el secuestro de civiles israelíes o la toma de rehenes de soldados israelíes como uno de los principales objetivos de la construcción de túneles. El Wall Street Journal describió un túnel de ataque inspeccionado por uno de sus reporteros como "diseñado para lanzar ataques de asesinato y secuestro", señalando que el "túnel de 3 millas de largo estaba reforzado con concreto, revestido con cables telefónicos e incluía cabañas innecesarias para operaciones de infiltración pero útiles para mantener rehenes". En octubre de 2013, el periódico Haaretz señaló que «[e]l supuesto de trabajo de las FDI [era] que dichos túneles [se pondrían] operativos cada vez que hubiera una escalada en el área, ya sea iniciada por Hamás o por Israel, y [sería] utilizado para ataques e intentos de secuestro", añadiendo que "[s]i Hamás inicia tal escalada mientras retiene a varios ciudadanos o soldados israelíes, estaría en una posición mucho más fuerte". Según The New York Times, un túnel contenía "un kit de secuestro compuesto por tranquilizantes y esposas de plástico".

## Las contramedidas de Israel

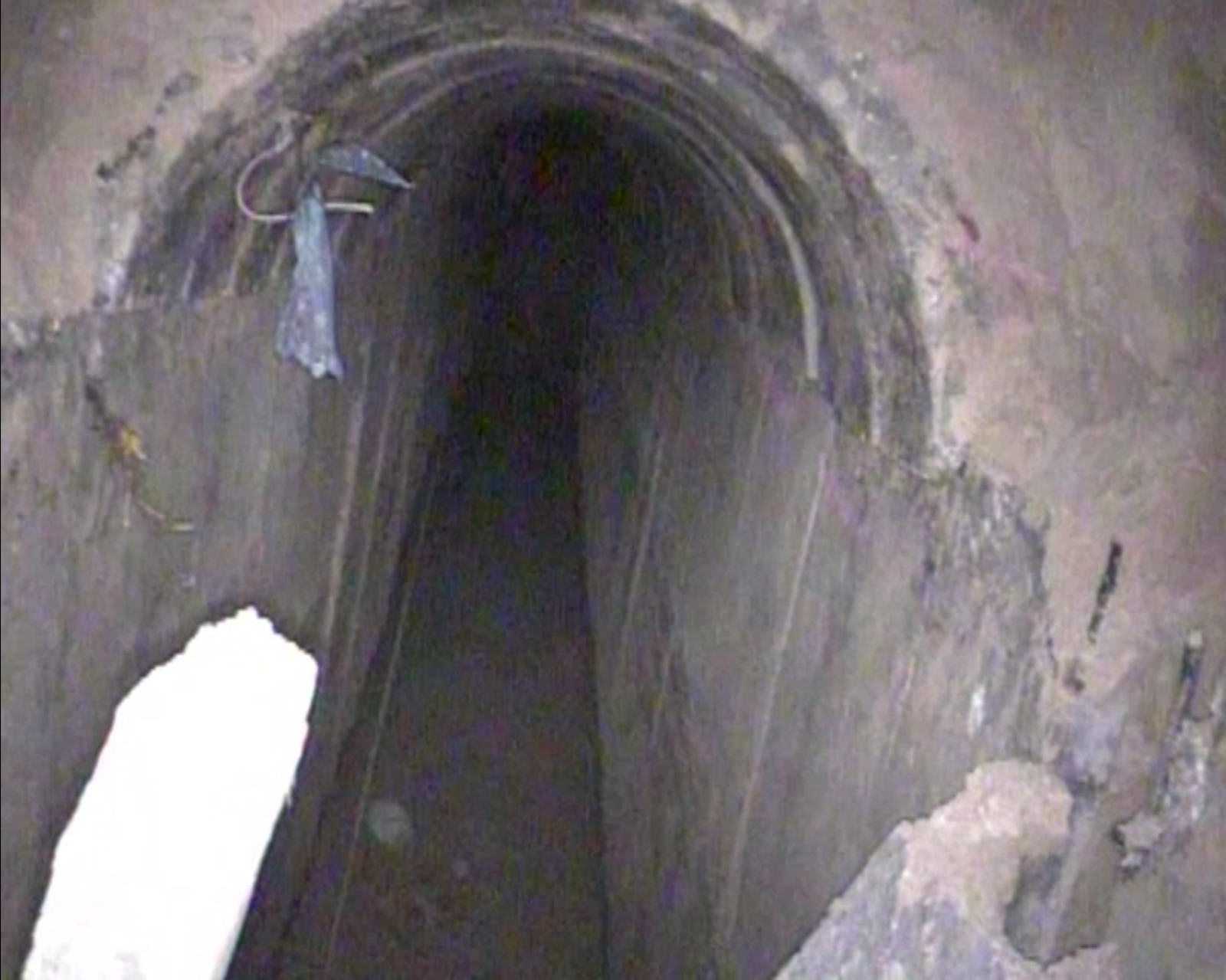
Túnel palestino descubierto el 10 de diciembre de 2017, en el lado israelí de la frontera entre los kibutzim de Kissufim y Nirim (pero a más de 1 km de cada comunidad)

A lo largo de la Segunda Intifada, las FDI lanzaron numerosas incursiones para contrarrestar el uso palestino de túneles y habían destruido más de 100 túneles en junio de 2004. 
En octubre de 2006, las FDI destruyeron 13 túneles de contrabando a lo largo de la Ruta Philadelphi.
En noviembre de 2007, las FDI identificaron un complejo de túneles ocultos en un invernadero de tomates con salidas cerca de Netiv HaAsara y Erez. 
En noviembre de 2008, seis militantes fueron muertos y un túnel a 300 metros de la valla fronteriza fue destruido por las fuerzas israelíes. 
En noviembre de 2012, las FDI llevaron a cabo la Operación Pilar Defensivo dirigida a 140 túneles de contrabando y 66 túneles utilizados para ataques, de los 500 túneles que se estimaba que existían en ese momento.   Al final de la operación, la red de túneles de ataque había quedado prácticamente destruida. 
Un túnel descubierto en 2013 comenzaba en la aldea de Abasan al-Saghira, en Gaza, con una profundidad inicial en la entrada de 22 m (72,2 pies), una longitud de aproximadamente 950 m (3116,8 pies), un ancho de aproximadamente 1,8 m (5,9 pies), una altura de aproximadamente 1,1 m (3,6 pies), y una profundidad final a la salida de 18 m (59,1 pies), abriéndose a un lugar de unos 2800 m (1,7 mi) del asentamiento israelí de Ein HaShlosha. 
Según Israel, entre enero y octubre de 2013 se identificaron tres túneles bajo la frontera, dos de los cuales estaban llenos de explosivos.
En noviembre de 2013, las FDI demolieron dos túneles transfronterizos. 
Destruir los túneles fue el objetivo principal de las fuerzas israelíes en el conflicto de julio-agosto de 2014. Las FDI informaron que "neutralizaron" 32 túneles, catorce de los cuales cruzaban hacia Israel.  Una columna en el Wall Street Journal citó a Yigal Carmon, director del Middle East Media Research Institute, diciendo que fueron los túneles, y no el secuestro y asesinato de Gush Etzion en 2014, la causa inmediata de la guerra en el verano de 2014. Según la interpretación de Carmon de la situación, los túneles dieron a Hamás la capacidad de lanzar un ataque con víctimas masivas en la escala de los Atentados de Bombay de 2008 contra el Hotel Taj en Bombay que mató a 164 personas.
El 5 de julio de 2014, un ataque aéreo israelí dañó un túnel cerca del kibutz Kerem Shalom, y un grupo de inspectores militares de Hamás murieron en una explosión en el túnel el 6 de julio de 2014. Según Carmon, esto puede haber persuadido a Hamás de que Israel estaba tomando conciencia de la escala de la capacidad de los militantes para infiltrarse en Israel a través de túneles, haciendo menos probable un ataque sorpresa exitoso con un gran número de víctimas, y convenciendo a los líderes de Hamás de ir a la guerra inmediatamente antes de que se descubrieran y destruyeran más túneles.
El 6 de julio de 2014, las FDI mataron a seis militantes de Hamás en un ataque a un túnel transfronterizo cerca de Rafah.  Esto resultó en una escalada del conflicto palestino-israelí y fue un impulso clave para el conflicto entre Israel y Gaza de 2014. 
El 17 de julio de 2014, las FDI frustraron un intento de 13 militantes de lanzar un ataque cerca del kibutz Sufa.  
El 11 de agosto de 2014, las FDI anunciaron que habían probado con éxito un sistema que podría utilizarse para detectar estos túneles. Este nuevo sistema utiliza una combinación de sensores y transmisores especiales para localizar túneles. Las FDI esperan que el desarrollo cueste hasta 1.500 millones de NIS y podría implementarse dentro de un año.
En mayo de 2016, las FDI localizaron un túnel transfronterizo que salía cerca de la zona de Holit y que aparentemente había sido reconstruido como una circunvalación después de haber sido destruido inicialmente durante el conflicto entre la Franja de Gaza e Israel de 2014.
En el verano de 2017, Israel comenzó la construcción de un muro fronterizo que se extendía varios metros bajo tierra para contrarrestar los ataques a los túneles. La estructura está equipada con sensores para detectar futuras construcciones de túneles. El hormigón para la estructura se produjo utilizando cinco fábricas de hormigón dedicadas al proyecto y se completaron unos 10 metros diariamente. La estructura se colocó íntegramente en suelo israelí.
El 30 de octubre de 2017, las fuerzas israelíes destruyeron un túnel que cruzaba la frontera de Gaza hacia territorio israelí. Doce palestinos, incluidos diez miembros del movimiento Yihad Islámica Palestina y dos militantes de Hamás, murieron en la explosión y en los posteriores esfuerzos de rescate. La persona de mayor rango que murió fue el comandante de brigada Arafat Marshood de las Brigadas Al-Quds de la Jihad Islámica.
El 10 de diciembre de 2017, las fuerzas israelíes destruyeron un túnel adicional que cruzaba la frontera.
En enero de 2018, tras la destrucción de un túnel de ataque desde Gaza que cruzaba hacia Egipto e Israel, el general de división de las FDI Yoav Mordechai, hablando en árabe, dijo: "Quiero enviar un mensaje a todos los que están cavando o se meten demasiado cerca de los túneles: como han visto en los últimos dos meses, estos túneles sólo traen muerte", refiriéndose a los túneles de Hamás que recientemente habían sido destruidos por Israel. El mayor general Eyal Zamir declaró que se destruirían más túneles de Hamás hacia Israel, ya que pronto se completaría la construcción de una barrera alrededor de la Franja de Gaza.
En abril de 2018, el ejército israelí anunció que destruyó un túnel que fue llamado "el más largo jamás creado" y que se extendía varios kilómetros desde el interior de la Franja, cerca de Jabalia, y llegaba varios metros hacia Israel, hacia Nahal Oz, aunque aún no se había construido ninguna salida.
En junio de 2018, por primera vez, un ataque aéreo israelí destruyó un túnel naval perteneciente a Hamás.
En agosto de 2018, el Ministerio de Defensa israelí publicó las primeras imágenes de una barrera submarina con Gaza diseñada para impedir las infiltraciones de Hamás por mar. La construcción de la barrera comenzó dos meses antes y se esperaba que estuviera terminada a finales de año, adentrándose doscientos metros en el Mediterráneo.
En octubre de 2018, el ejército israelí destruyó un túnel en el sur de la Franja de Gaza que tenía 1 km (0,6 mi) de largo, 200 m (656,2 pies) de los cuales estaban en territorio israelí.
En mayo de 2021, los ataques aéreos israelíes destruyeron más de 100 kilómetros de red de túneles dentro de Gaza durante conflicto entre la Franja de Gaza e Israel de 2021.
En diciembre de 2021, el Ministerio de Defensa israelí anunció que se había completado una barrera subterránea de 65 kilómetros para hacer frente a la amenaza de túneles transfronterizos a lo largo de la frontera con Gaza.

### Guerra Israel-Gaza (2023-presente)
Reaccionando a la Operación Inundación de Al-Aqsa por parte de Hamás en octubre de 2023, dijo un portavoz de las Fuerzas de Defensa de Israel: "Piense en la Franja de Gaza como una capa para civiles y luego otra capa para Hamás. Estamos tratando de llegar a esa segunda capa que Hamás ha construido" [...] "Estos no son búnkeres para civiles de Gaza. Son sólo para Hamás y otros terroristas para que puedan seguir disparando cohetes contra Israel, planificar operaciones y enviar terroristas a Israel". Según Amer Abu Awash, miembro de la Fuerza Nukhba de élite de Hamás, gran parte de la infraestructura subterránea de Hamás está debajo de hospitales, colocados allí para que Israel "no los ataque". Abu Awash hizo esta afirmación mientras estaba esposado y siendo interrogado por las FDI.
El portavoz de las FDI, contralmirante Daniel Hagari declaró en una conferencia de prensa el 19 de diciembre de 2023: "Las fuerzas de las FDI han descubierto aproximadamente 1.500 túneles terroristas y rutas de túneles de Hamás. Es importante explicar que esta infraestructura subterránea es uno de los elementos principales de las operaciones terroristas de Hamás. Desmantelar los bastiones clandestinos de Hamás en el norte, el centro y el sur es un paso importante hacia el desmantelamiento de Hamás, y lleva tiempo, y nuestras fuerzas están trabajando para llevarlo a cabo".
Reuters publicó el 31 de diciembre de 2023 un estudio detallado sobre las estructuras subterráneas creadas por Hamás, en el cual se cita un análisis de Eyal Pinko, ex alto funcionario de los servicios de inteligencia de Israel hasta 2017, quien dijo que parte del desafío era localizar con precisión el paradero de los túneles: incluso el radar de penetración terrestre (GPR) de Israel solo es efectivo a 15 o 20 metros bajo tierra. Por debajo de esa profundidad, sería difícil detectar cualquier cosa, dijo. "Están cavando muy, muy profundo y esto es muy problemático", dijo Pinko, añadiendo que algunos túneles podrían tener 70 u 80 metros de profundidad. "Existe una enorme brecha de inteligencia sobre esos túneles". Para evitar la pérdida de combatientes Israel ha intensificado el empleo de drones, lo cual plantea dificultades de acuerdo a la opinión de los expertos: "El mayor problema al desplegar drones bajo tierra en este momento es que se adentran unos treinta metros en una red de túneles, luego el túnel gira a la derecha o a la izquierda y pierden completamente la señal", dijo Blake Resnick, director ejecutivo del fabricante estadounidense de drones BRINC".
De acuerdo a informaciones aportadas por funcionarios estadounidenses e israelíes a The Wall Street Journaly publicadas el 31 de enero de 2024, Israel no había logrado destruir el sistema de túneles de Hamás, dejando intacto el 80 por ciento de la red. El ejército israelí ha utilizado una variedad de tácticas para penetrar la red, incluido el envío de perros equipados con cámaras para registrar los túneles antes de la acción de las Fuerzas de Defensa de Israel, inundándolos con agua de mar Mediterráneo y bombardeándolos con ataques aéreos. Pero los funcionarios estiman que sólo entre el 20 y el 40 por ciento de los túneles han resultado dañados o han quedado inoperables, y la mayoría están ubicados en el norte de Gaza. Los esfuerzos por bombear agua de mar para corroer la red no han tenido tanto éxito como se pensaba inicialmente, informó el Journal.
El ejército israelí dijo el 10 de febrero de 2024 que había encontrado un centro de datos de Hamás debajo de la sede de la UNRWA en Gaza. La entrada a este túnel de 700 metros de largo y 18 metros de profundidad se encuentra a 700 metros de una escuela gestionada por la Organización de las Naciones Unidas para los Refugiados de Palestina. La “infraestructura eléctrica” del túnel está “conectada” con la sede de la UNRWA. Esto indica que el túnel aparentemente "recibía electricidad de las instalaciones de la UNRWA".
Se informó que las Fuerzas de Defensa de Israel estaban considerando el uso de bombas de esponja. como medio no letal para sellar túneles durante su incursión en la Franja de Gaza.
El gobierno egipcio también había considerado los túneles como un riesgo para la seguridad. En 2013, Egipto intentó destruir ciertos túneles a lo largo de su frontera con Gaza llenándolos de aguas residuales y demoliendo casas que ocultaban sus entradas, según Joel Roskin, profesor de geología en la Universidad Bar Ilán.